# Tortula muralis
Espèce
Tortula muralis, Tortule des murailles ou Barbule des murs, est une espèce de mousses de la famille des Pottiaceae. T. muralis est une espèce cosmopolite.

## Description

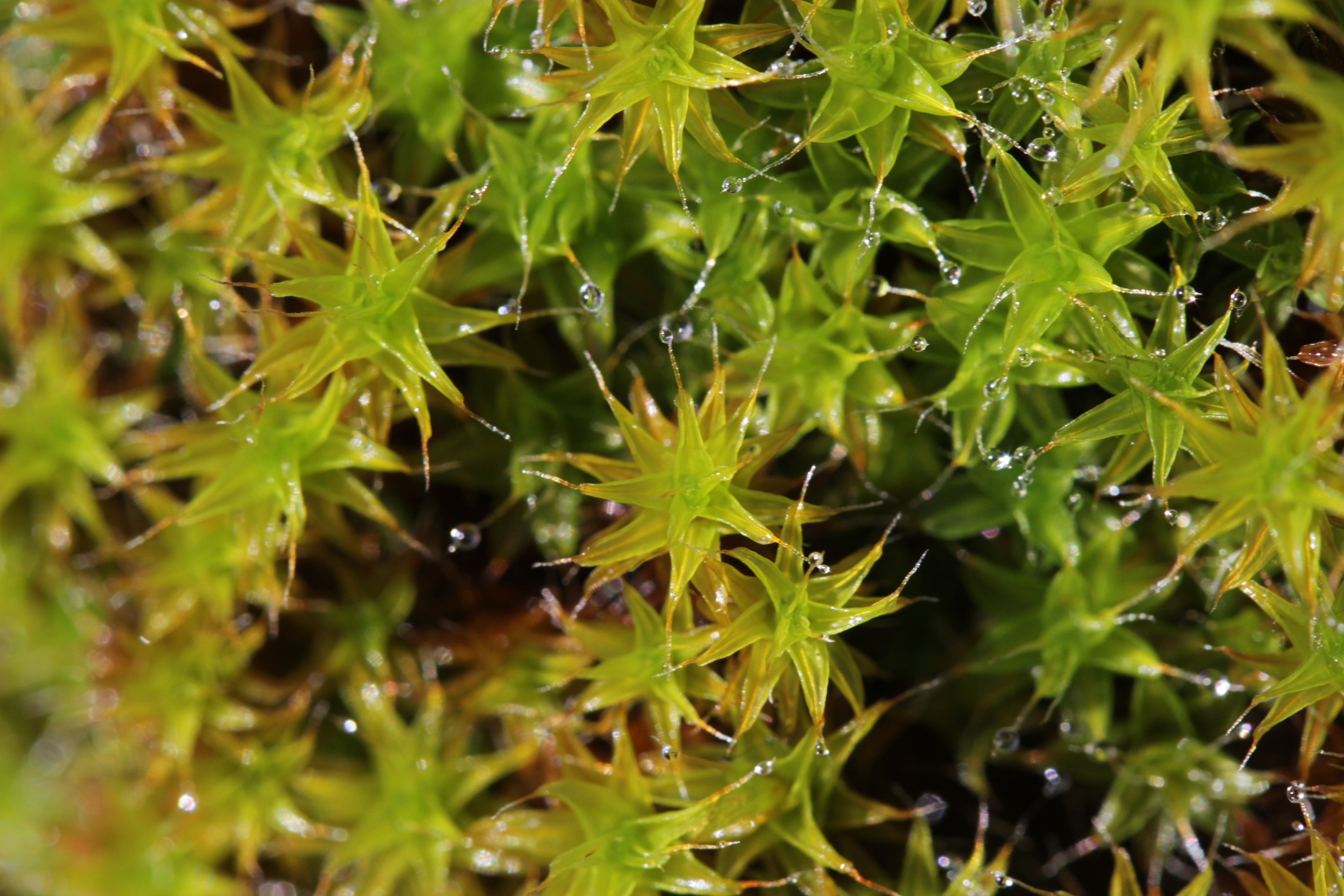
T. muralis gamétophyte.

Tortula muralis  forme des coussinets vert grisâtre de moins d'un centimètre de haut, contenant des feuilles en forme de langue à la pointe en forme de poil. Les bords des feuilles sont recourbées près de l'extrémité de la feuille. Les soies des sporophytes mesurent 0.6 à 1.5 cm de long.
Cette mousse peut être distinguée d'autres mousses similaires par ses capsules érigées et cylindriques, et ses feuilles pointues à l'apparence de poil. Les autres espèces du genre Tortula ne possèdent pas les mêmes pointes de feuilles, et les espèces du genre Grimmia, qui ont également ces feuilles en forme de poils, ont des capsules courtes, ovoïdes et des soies recourbées. D'autres espèces de Tortula sont proches de T. Muralis, mais aucune n'est aussi courante.

## Distribution
T. muralis peut être trouvée en milieu urbain à des altitudes basses à modérées, dans des substrats artificiels tels que du béton, du ciment et des murs en brique, bien qu'elle soit aussi présente sur des roches ou des écorces d'arbres.
C'est une mousse cosmopolite, ce qui signifie qu'elle est présente dans des endroits variés dans le monde, et peut être présente dans des conditions très différentes les unes des autres,.